# امامزاده ابوطالب
امامزاده ابوطالب مربوط به دوره قاجار - دوره پهلوی است و در شیراز، خیابان لطفعلی خان زند، کوچه پشت نارجستان واقع شده و این اثر در تاریخ ۲۳ بهمن ۱۳۸۰ با شمارهٔ ثبت ۴۷۲۳ به‌عنوان یکی از آثار ملی ایران به ثبت رسیده است.